# Домашний негр
Дома́шний негр (англ. House Negro, house nigger) — исторический термин, обозначающий домашнего раба африканского происхождения. В период рабовладения в США домашний негр исполнял поручения хозяина по дому и имел более высокий статус по сравнению с полевым рабом, который трудился в тяжёлых условиях на плантации. 
«Это был чернокожий слуга, который тёрся около хозяев, самоотверженно служил им, играл с их детьми, за что господа осыпали его милостями и обеспечивали ему привилегированное положение среди прочих рабов...». Термин также иногда употребляется для оскорбления современного человека, сравниваемого с домашним негром.

## История

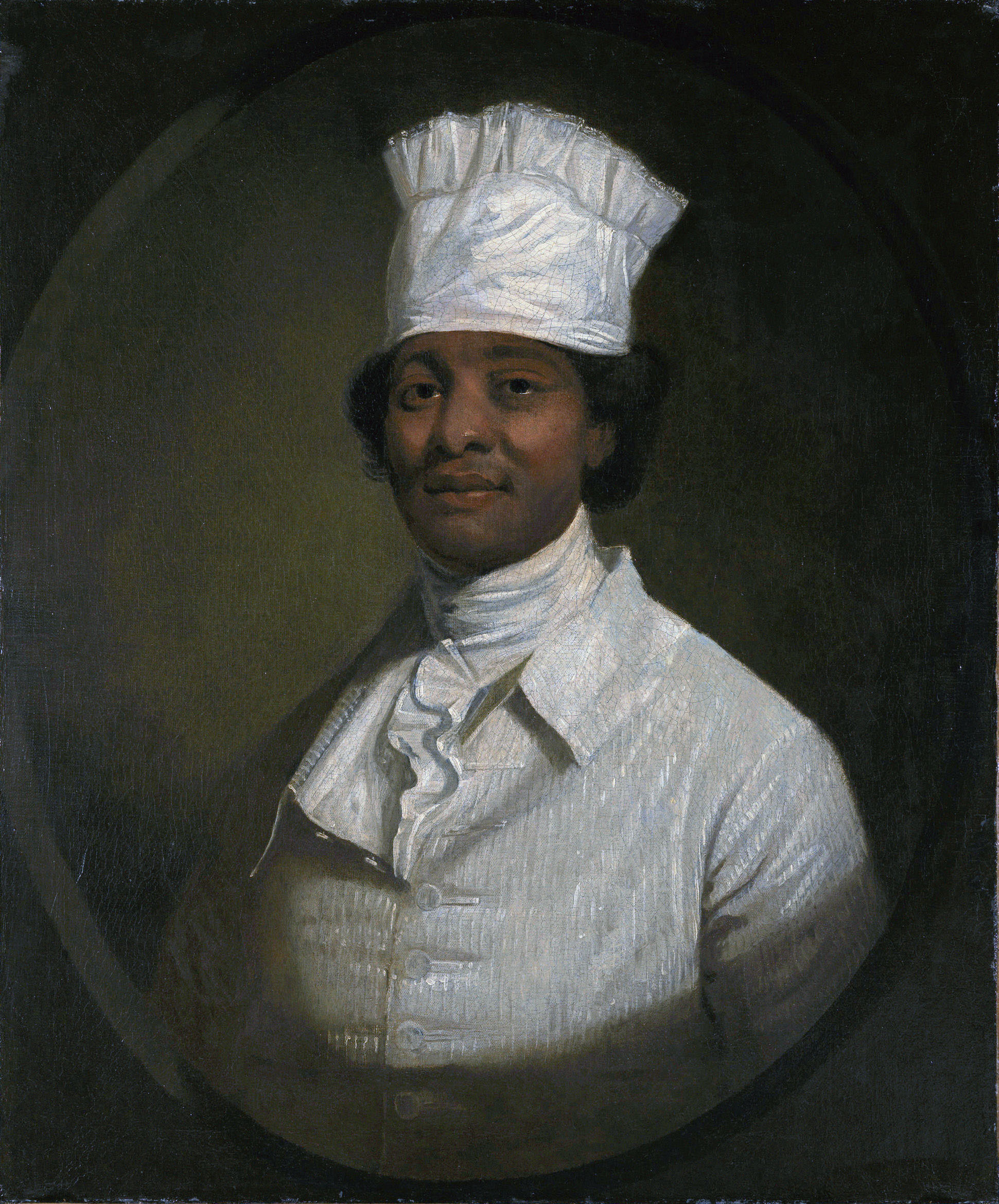
Гилберт Стюарт — Портрет повара Джорджа Вашингтона (ок. 1795—1797)

Термин «домашний негр» появился 21 мая 1711 года в газете «The Boston News-Letter» в разделе рекламы, где говорилось о продаже молодой домашней негритянки 19 лет от роду, говорящей по-английски. В 1771 году рабовладелец из Мэриленда сравнил жизнь своих «домашних негров» и «плантационных негров»:

Знайте, что мои Люди не едят вдоволь, и это правда, что они живут не так хорошо, как наши Домашние негры, Но в целом, как любые плантационные негры, и я думаю, я Могу смело сказать, что ни один человек в Мэриленде не может соперничать с нашим числом вполне хорошо выглядящих рабовОригинальный текст (англ.)You will have it that my People are not well fed, it is true they do not live so well as our House negroes, But full as well as any Plantation negroes & think I Can safely say no man in Maryland Can shew in proportion to our number, such likely well looking slaves.

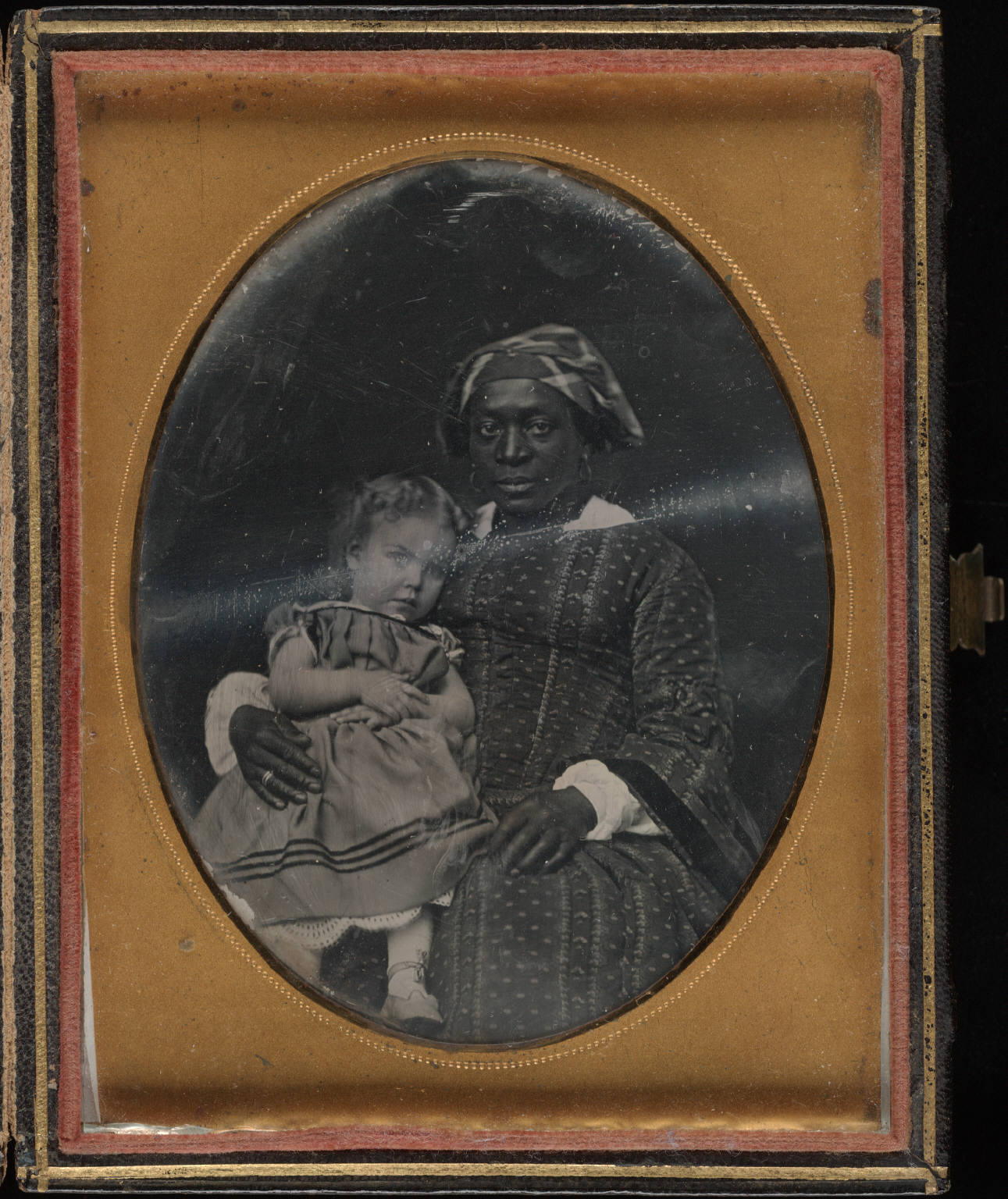
Няня с ребёнком (ок. 1855 г.)

В 1807 году в отчёте African Institution Лондона говорилось:

Несколько дней назад ко мне пришла несчастная старая женщина и сказала, что она была вынуждена работать в поле. В семье её бывшего хозяина, за ребёнком которого она присматривала, она была любимым домашним негром. Ей было приказано бросить смесь пороха и соленой воды на обезображенные тела выпоротых негров на рыночной площади, но она отказалась, чем навлекла на себя гнев господина, а её рассудок повредился.Оригинальный текст (англ.)A wretched old woman came to me a few days ago, to tell me she was compelled to work in the field. She was a favourite house-negro in her former master's family, and had nursed one of his children. Being ordered to throw a mixture of gunpowder and salt-water on the mangled bodies of the negroes whipped in the market-place, she refused, and incurred the displeasure of her master; and her intellects have since been evidently disordered.

Вариации на тему «домашних негров» встречаются в произведении Джона Г. Уильямса «Плантация Оле» 1895 года, полном «проблесков» на «старую жизнь плантации» с диалектальными и фонетическими акцентами:

Wy you tink dat Mossa gwine hab dutty nigger in e great house to wait pun um? He ent ka ef feel nigger dutty, but house nigger hasser clean. Wy you fraid to put you foot pun de step to Mossa great house ef you ent hab on clean shut and you face wash.

Маргарет Митчелл использовала термин (house negro) в своём известном романе «Унесённые ветром» 1936 года:

На Порка, единственного в Таре вышколенного слугу, было возложено общее наблюдение за челядью, но и он, при попустительстве не привыкшего к упорядоченной жизни Джералда, стал с годами небрежен и ленив.Оригинальный текст (англ.)Pork, the only trained house negro on the place, had general supervision over the other servants, but even he had grown slack and careless after several years of exposure to Gerald's happy-go-lucky mode of living.

Афро-американский активист Малкольм Икс прокомментировал культурные коннотации и последствия термина в речи «Message to the Grass Roots» 1963 года, где пояснил, что во времена рабства было два вида рабов: «домашние негры», работавшие в господских домах, и «полевые негры», которые занимались тяжёлым ручным трудом. Он охарактеризовал домашних негров как имеющих лучшую жизнь прислугу, в сравнении с полевыми неграми, и, не желающие трудиться в поле, склонных поддерживать существующую властную структуру угнетения. Малкольм Икс отождествляется с полевым негром.

## Современность
Термин сегодня используется в виде оскорбления при критике поступков афроамериканского сообщества или в социальных вопросах.
В Новой Зеландии в 2012 году во время жаркого обсуждения по вопросу приватизации электроэнергии и её последующего влияния член парламента и лидер Социалистической партии Мана Хоне Харавира вызвал пересуды своим обращением «маленькие домашние негры» к депутатам маори от правящей Национальной партии Новой Зеландии.
В июне 2017 года комик Билл Мар использовал термин во время прямой трансляции интервью с американским сенатором Беном Сассом, произнеся: «Работа в полях? Сенатор, я домашний негр. Нет, это шутка». Позже Мар извинился за сказанное.
В апреле 2018 года сенатор Лена Тейлор из штата Висконсин использовала термин во время спора с кассиром в банке. Когда кассир отказался обналичить чек, на котором не имелось достаточно средств, Тейлор назвала кассира «домашним негром». Оба участника конфликта афроамериканского происхождения.